# Thème (informatique)
Pour les articles homonymes, voir Thème et Skin.
 (octobre 2019).
Si vous disposez d'ouvrages ou d'articles de référence ou si vous connaissez des sites web de qualité traitant du thème abordé ici, merci de compléter l'article en donnant les références utiles à sa vérifiabilité et en les liant à la section « Notes et références ».

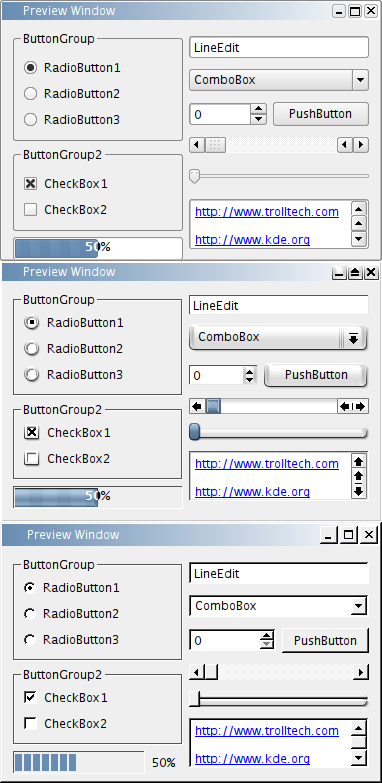
La même interface avec 3 thèmes différents.

En informatique, le thème désigne l'apparence graphique, c'est-à-dire la présentation à l'affichage de l'interface d'un logiciel. On emploie aussi le mot habillage (en anglais, skin, « peau » parce que les modifications n'interviennent que sur la partie la plus externe de l'application).
Avec l'apparition des applications disposant d'une interface graphique complexe, le souhait de modifier à volonté (ou de personnaliser) l'apparence de l'application s'est fait jour. Les données qui permettent cette personnalisation sont disponibles et utilisables dans une liste d'habillages.
Tous les logiciels ne disposent pas de cette possibilité, mais une programmation adéquate est maintenant devenue relativement facile, menant à un développement important qui est attisé par le confort apporté aux utilisateurs.
Les logiciels qui ont cette possibilité sont généralement accompagnés d'un ou plusieurs sites Internet qui mettent des habillages à la disposition des utilisateurs. Ces habillages peuvent provenir du fabricant original du logiciel, ou de certains utilisateurs qui ont utilisé les outils mis à leur disposition pour cela.
Dans les jeux vidéo, l’habillage identifie une texture associée à l'ensemble d'un modèle 3D. Les habillages rendent plus réalistes les personnages ou les objets représentés par le modèle 3D. Ils sont énormément utilisés dans les jeux en réseau, où ils permettent à chacun d'ajouter une touche personnelle à son apparence virtuelle.

## Exemples
Quelques logiciels connus peuvent être personnalisés par l'utilisation d'habillages :
- les navigateurs Firefox, Google Chrome, Opera et Maxthon
- les lecteurs de fichier multimédia Winamp et VLC
- le gestionnaire de forums Invision Power Board

Certains jeux vidéo permettent l'usage de textures, par exemple :
- Doom
- FarCry
- Hexen II
- Quake
- Les Sims
- Minecraft
- Counter-Strike: Global Offensive

Des sites internet permettent de choisir un mode clair — le plus courant, le fond est blanc ou clair — ou un mode sombre : sans changer les interfaces familières, celles-ci sont adaptées à la présentation qui convient à une ambiance claire ou à l'obscurité.